# 多田加助

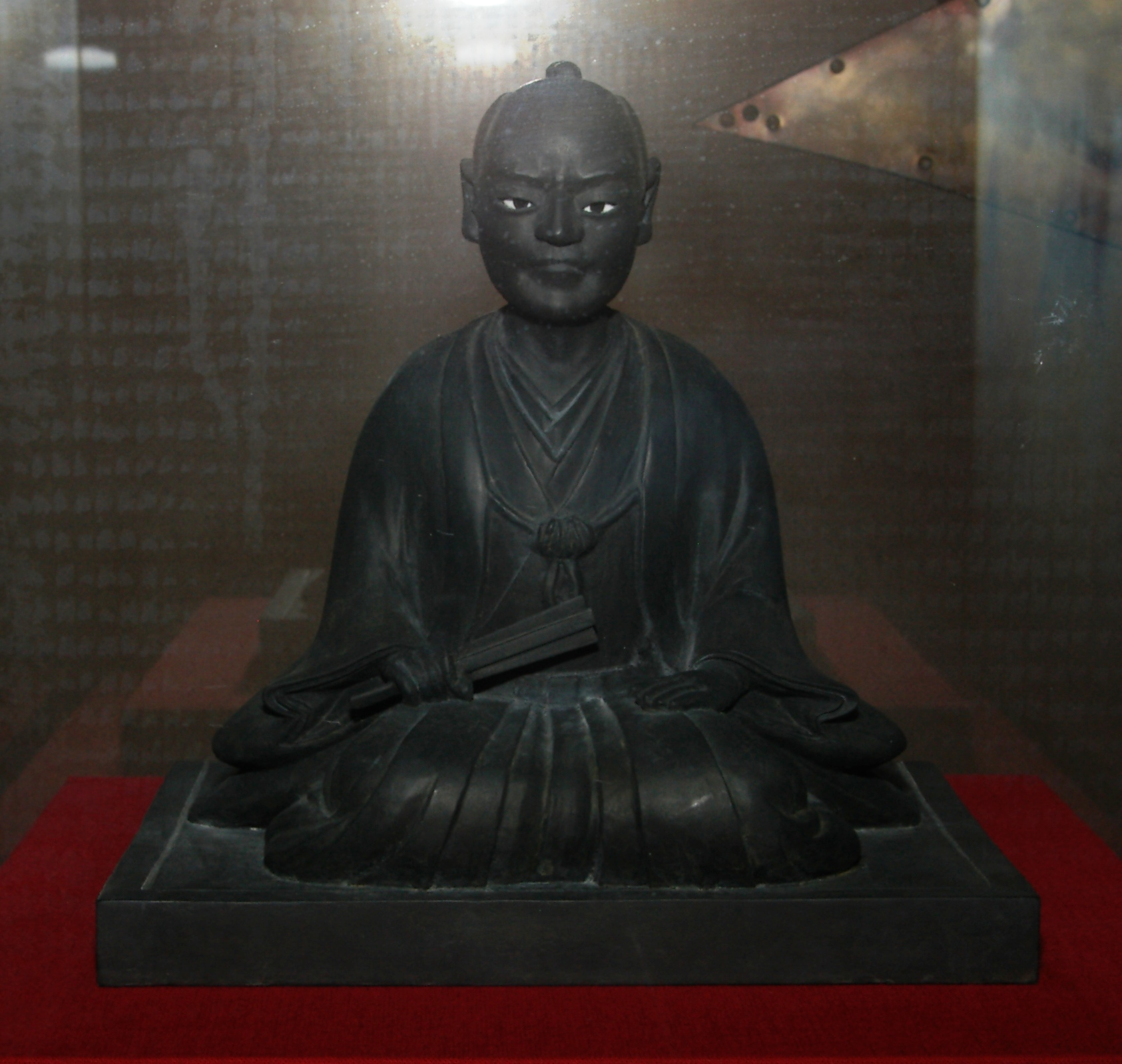
貞享義民記念館にある多田加助坐像（レプリカ）

多田 加助（ただ かすけ、寛永16年（1639年）2月 - 貞享3年11月22日（1687年1月5日））とは、1686年（貞享3年）に信濃国松本藩で発生した百姓一揆である貞享騒動（加助騒動）を主導した百姓。別名、多田嘉助。一説には陽明学を身につけていたと言われる。

## 貞享騒動
多田家は代々、安曇郡長尾組中萱村の庄屋（名主）であり、屋敷地には安曇郡奉行番所が置かれていたが、参謀格の同郡楡村の庄屋・小穴善兵衛と同様強訴を起こした時点では庄屋の身分は取り上げられていた。安曇野で数年続いた不作により疲弊した百姓に対し松本藩は年貢1俵あたりの容量を2斗5升から3斗を経て、3斗5升にまで引き上げる命令を下した（周辺藩の基準は1俵あたり2斗5升で据え置かれている）。そこで同郡中萱村の熊野権現の拝殿にて密議のすえ年貢減免を訴えることになった。10月14日（旧暦）5カ条の訴状を松本城下に赴き郡奉行に提出した。それを知った何千もの百姓が城の周りに結集し、中には狼藉を働いた者もいた。訴えは4日後にいったん聞き入れられたものの1か月後に覆され、11月22日 (旧暦)には首謀者の加助ら8名が磔、20人が連座で獄門に処せられた。その間藩主水野忠直は江戸詰のため不在であったが、早馬で事の次第を把握しており、約束の反故と捕縛・処刑の裁可を下している。
加助は磔の時まで訴えが聞き入れられたものと思っていた。そして刑場の矢来の外に集まって念仏を唱え、涙にむせぶ千余人の領民らに向かって「みなのしゅう、わしはみなの年貢が減らされるのだから、安心して死んでいく。さらば。」と言うと、領民から加助が捕えられた後、訴えが反故にされたことを聞かされた。そして役人から口を極めて嘲弄侮辱されたのに対し「きっと怨みを晴らしてみせる」といい、「今後年貢は5分摺2斗5升だ」と絶叫しつつ松本城天守閣を睨みながら刑死。その瞬間、天守が大きく傾いたという伝説がある。加助ら、勢高刑場で処刑された者の遺体は川手往還（城下から川手組に通ずる）の新橋付近で、善光寺街道沿いの出川刑場で処刑された者は刑場脇付近で、それぞれ梟首された。加助が処刑された後、松本藩の年貢は3斗まで引き下げられた。子孫には大正時代に活躍した商業美術家の多田北烏がいる。

## 義民の顕彰

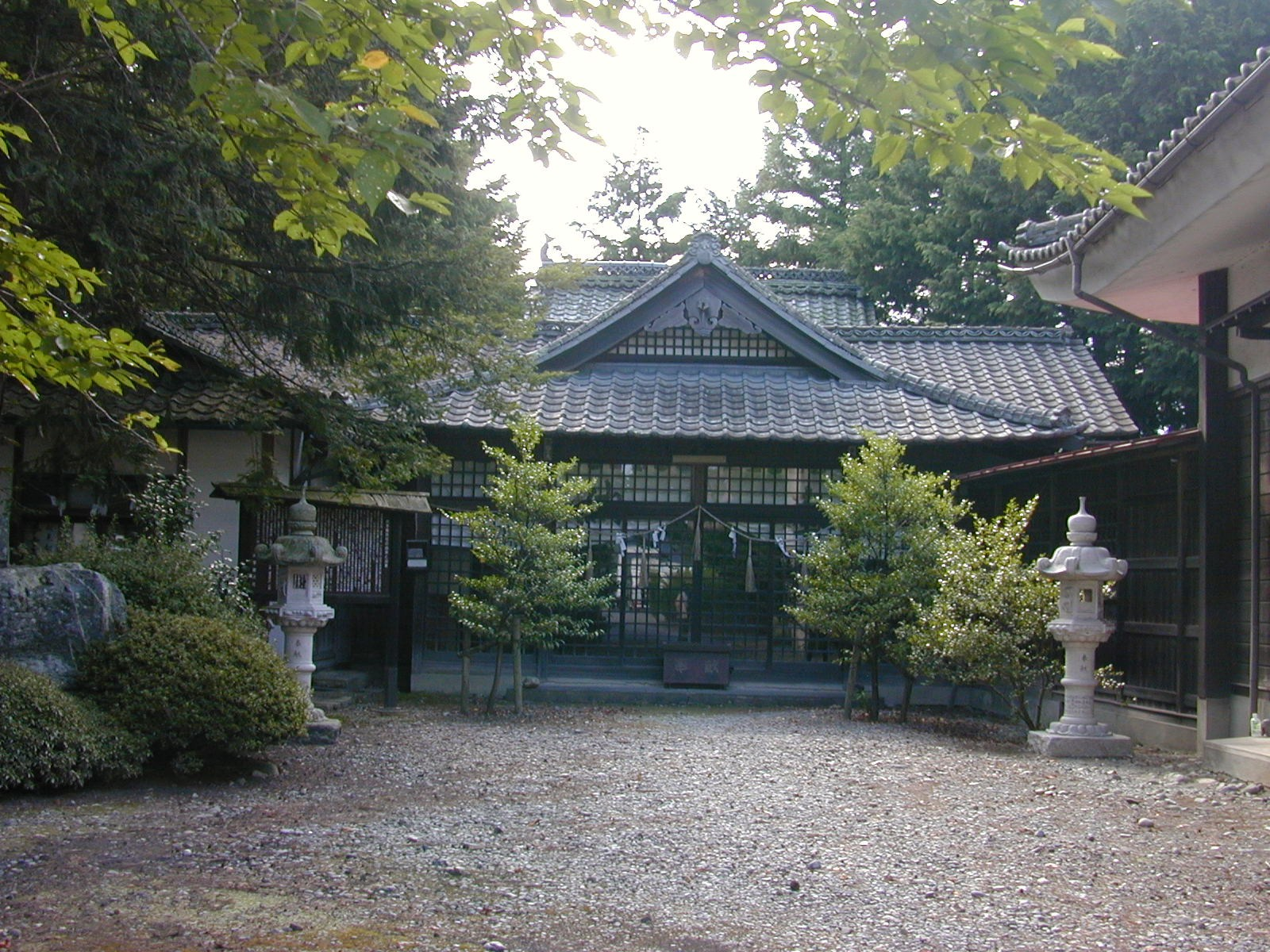
貞享義民社

1725年、水野家6代目である水野忠恒は江戸城内で刀傷事件を起こし、水野家は改易された。翌年戸田家が松本藩に入封したのが義民顕彰のきっかけとなった。小穴善兵衛の故地であった楡の共同墓地精進場に長尾組・上野組の人々による「貞享義民五十年忌経典二千部供養塔」が建てられた。
明治になり自由民権運動が吹き荒れる中、地元穂高出身の松沢求策が民権家としての加助を新聞紙上で取り上げて連載した。翌年（明治12年、1879年）にはそれを「民権鑑加助の面影」として舞台化させ、松本常盤座で初演。各地で上演された。1916年には半井桃水の新聞小説「義民加助」が朝日新聞に連載され、全国的に知られることとなった。
墓は貞享義民社（長野県安曇野市三郷明盛）隣にある。貞享義民社とは、多田家敷地内で加助らを祀った小さな祠が騒動200年祭を期して旧中萱村の郷倉跡に移されて加助神社に改められたものがその始まりである。同地は塩尻峠の戦いで落城した「イヌイの城」の城址に比定されている。
騒動の後「加助のたたり」を怖れた水野家が屋敷内に祀るために作らせた加助坐像が、後年水野家から加助神社に寄贈され、本尊となっている。宗教法人「貞享義民社」となったのは1960年のことである。なお同年多田加助旧宅跡が長野県文化財に指定された。1986年11月3日にはテレビ信州制作でドラマ「義勇天を貫く」が放映された（演・寺田農）。
騒動300年祭後の1992年には地元の人達によって貞享義民記念館が建てられたが、貞享義民社のすぐむかい側である。

## ギャラリー

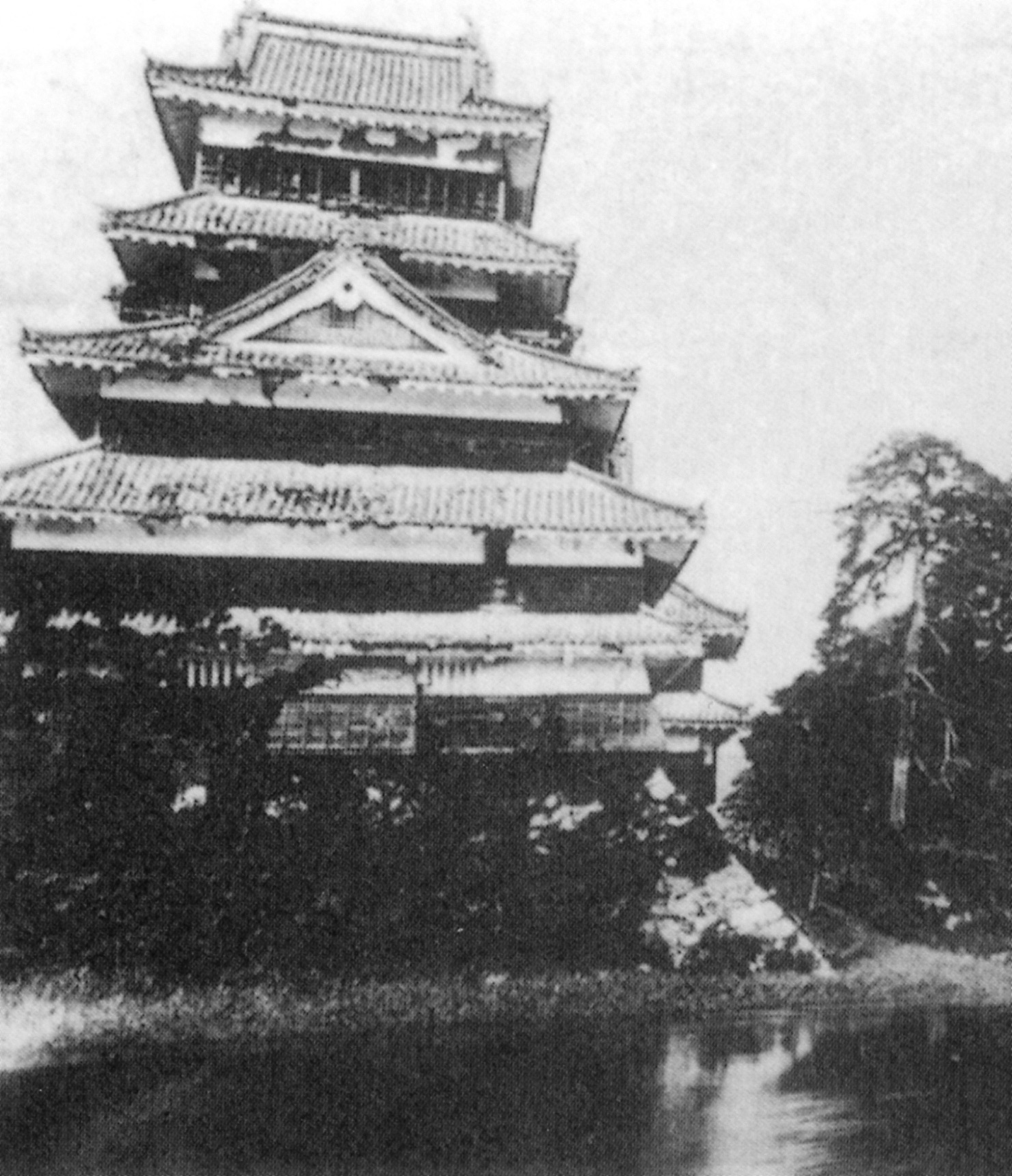
傾いた松本城天守（明治時代撮影:松本城管理事務所所蔵品）
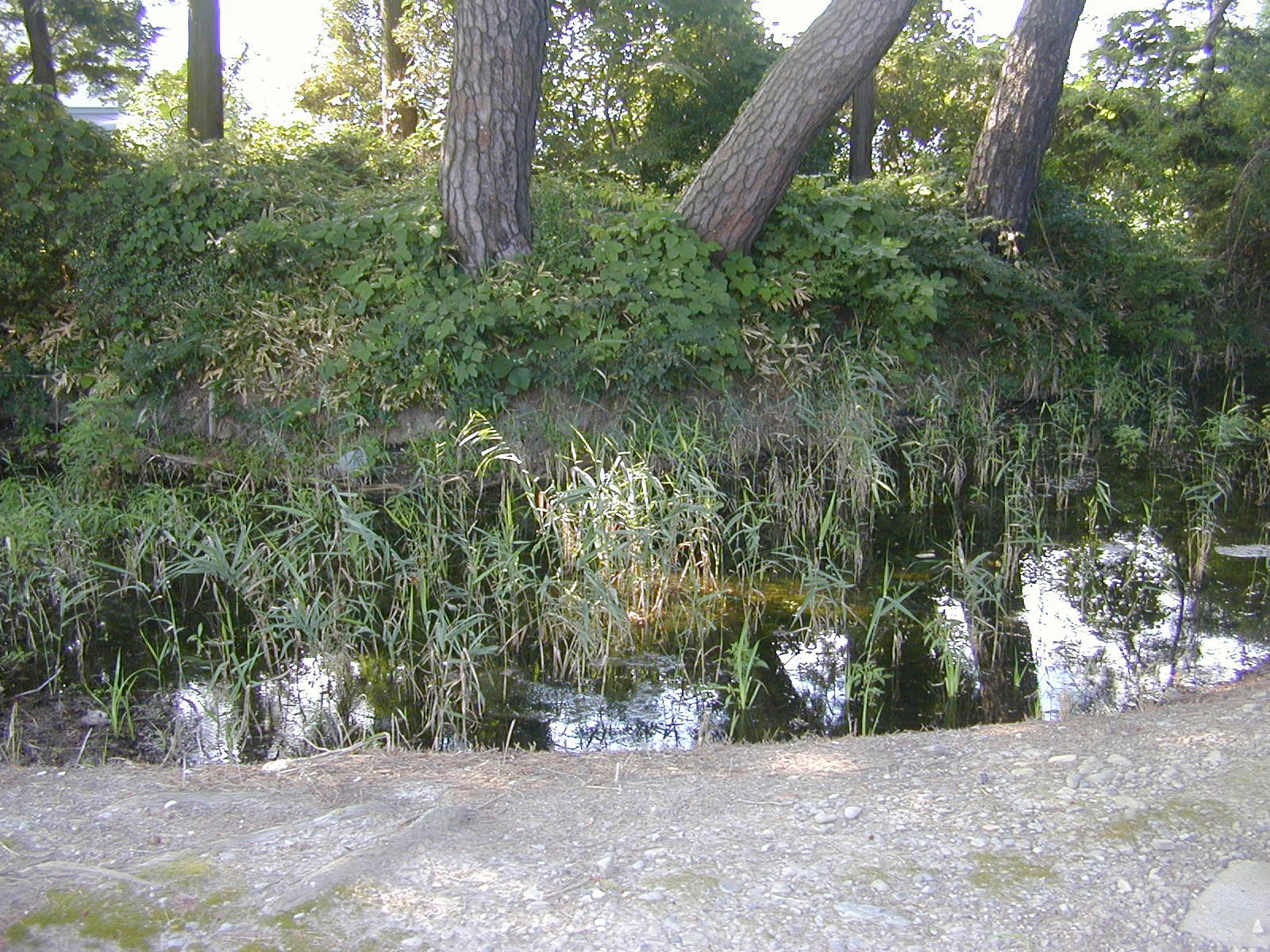
多田加助宅跡（県史跡）
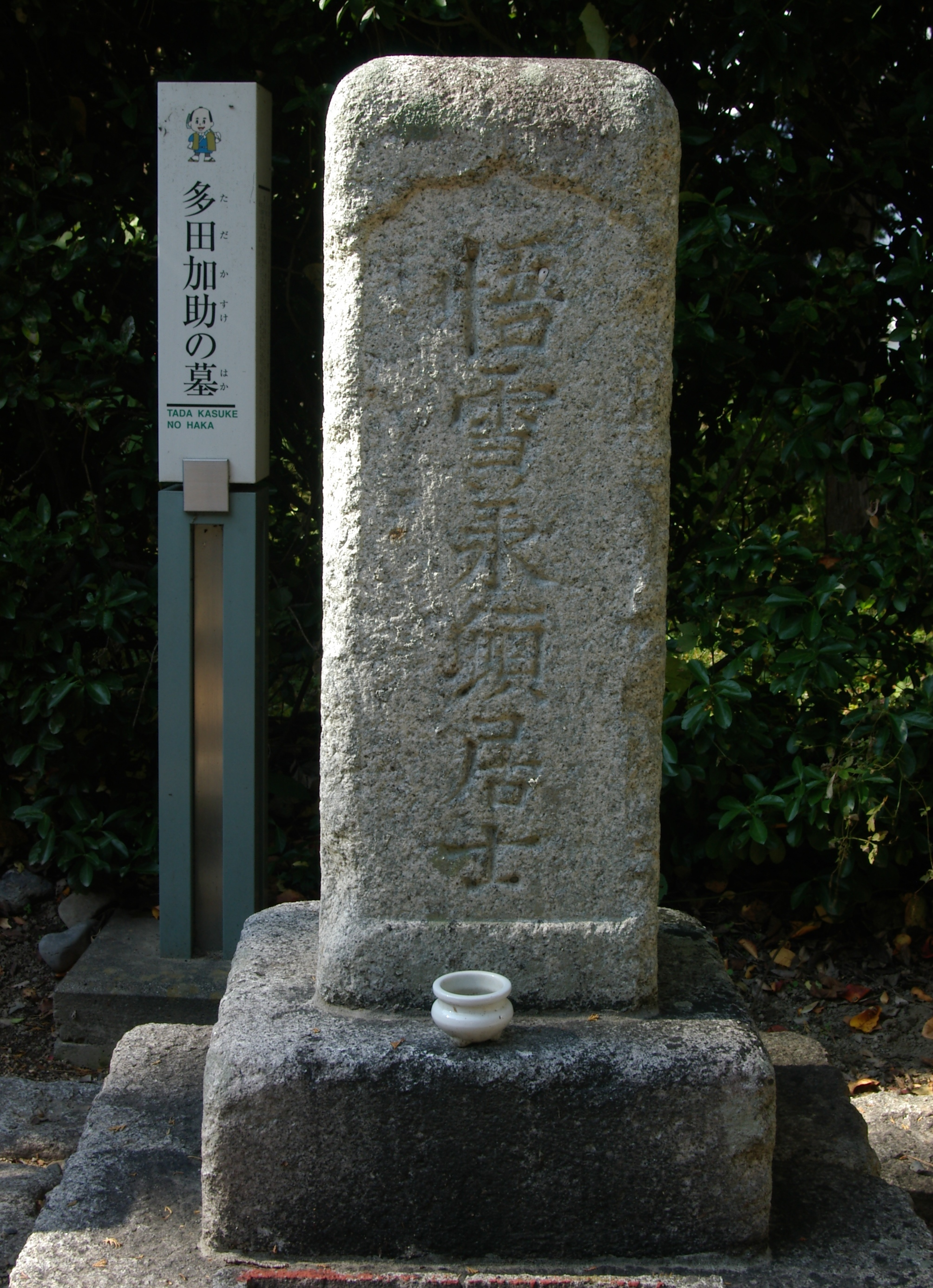
多田加助の墓
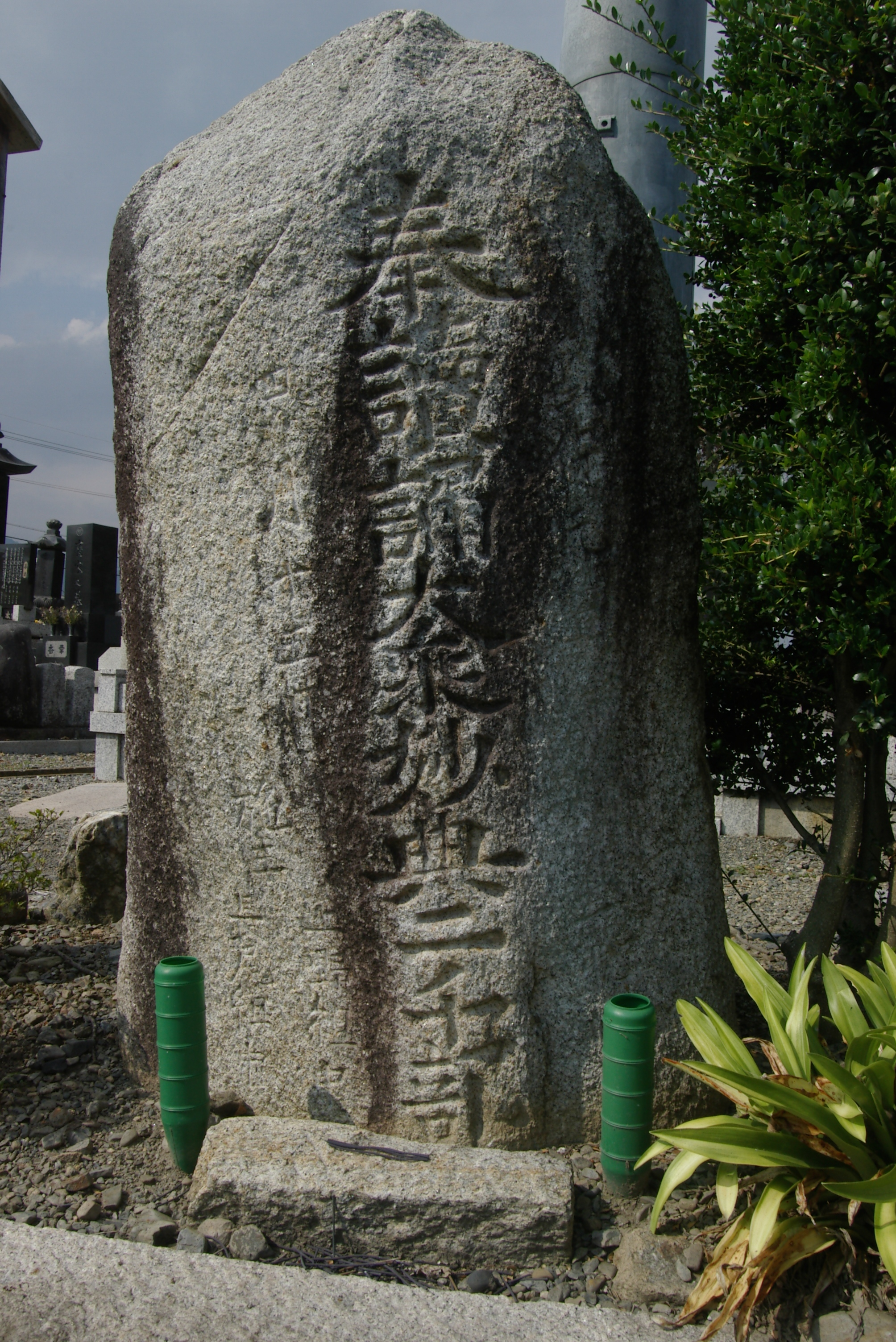
楡に立つ貞享義民五十年忌の供養塔
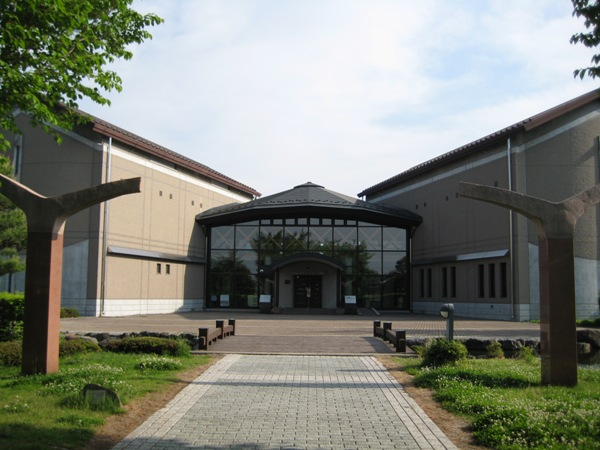
貞享義民記念館